# Kettle Whistle
Kettle Whistle – czwarta płyta zespołu Jane’s Addiction (razem z Live and Rare piąta), wydana w 1997 roku. Odniosła znacznie mniejszy sukces niż poprzedniczki - być może dlatego, że umieszczono na niej tylko dwa nowe utwory: „Kettle Whistle” i „So What!” (gdzie na basie zagrał Flea). Płyta uzyskała status złotej.

## Lista utworów
1. „Kettle Whistle” (nowy utwór)
2. „Ocean Size” (Demo 1988)
3. „My Cat's Name Is Maceo” (Demo 1987 w Add'L Recording 1997)
4. „Had Dad” (Studio Out-Take 1988)
5. „So What!” (nowy utwór)
6. „Jane Says” (Live at Irvine Meadows 1991)
7. „Mountain Song” (Demo 1986)
8. „Slow Divers” (Live at The Roxy 1986 w Add'L Recording 1997)
9. „Three Days” (Live at The Hollywood Palladium 1990)
10. „Ain't No Right” (Live at The Hollywood Palladium 1990)
11. „Stop!” (Live at The Hollywood Palladium 1990)
12. „Up The Beach” (Live at The Hollywood Palladium 1990)
13. „Been Caught Stealing” (Studio Out-Take 1989)
14. „Whores” (Live at The Pyramid in L.A. 1986)
15. „City” (Soul Kiss 1988)